# NGC 4939
NGC 4939 este o galaxie seyfert de tip 2⁠(d) situată în constelația Fecioara. A fost descoperită în 25 martie 1786 de către William Herschel. Se află la o distanță de 42,07 de megaparseci de Pământ.